# Turn the Page
Turn the Page è un brano del cantautore statunitense Bob Seger, quinta traccia del suo terzo album da solista Back in '72, pubblicato nel gennaio 1973.

## Cover
Una cover del brano venne realizzata da Waylon Jennings, che la pubblicò nell'omonimo album. Altre cover sono quelle del cantante rock australiano John English, del gruppo olandese Golden Earring e del gruppo statunitense Metallica, che lo pubblicò come singolo nel 1998.